# Eustomias intermedius
Eustomias intermedius är en fiskart som beskrevs av Clarke, 1998. Eustomias intermedius ingår i släktet Eustomias och familjen Stomiidae. Inga underarter finns listade i Catalogue of Life.